# Bendovo Záhoří
Bendovo Záhoří (německy Benda Sahorsch) je vesnice, část města Mladá Vožice v okrese Tábor v Jihočeském kraji. Nachází se cca dva kilometry jižně od Mladé Vožice.

## Historie
První písemná zmínka o vesnici pochází z roku 1376.

## Obyvatelstvo
| Rok            | 1869 | 1880 | 1890 | 1900 | 1910 | 1921 | 1930 | 1950 | 1961 | 1970 | 1980 | 1991 | 2001 | 2011 | 2021 |
| -------------- | ---- | ---- | ---- | ---- | ---- | ---- | ---- | ---- | ---- | ---- | ---- | ---- | ---- | ---- | ---- |
| Počet obyvatel | 163  | 181  | 136  | 117  | 132  | 127  | 115  | 77   | 71   | 59   | 26   | 16   | 16   | 13   | 10   |
| Počet domů     | 24   | 23   | 26   | 26   | 22   | 22   | 22   | 23   | 19   | 19   | 13   | 19   | 19   | 19   | 19   |

## Obecní správa
Při sčítání lidu v letech 1850–1899 Bendovo Záhoří bylo osadou obce Janov v okrese Tábor. V letech 1900–1975 bylo osadou obce Blanice, se kterým patřilo nejprve do okresu Tábor, ale v roce 1950 v okrese Votice a od roku 1960 opět v okrese Tábor. Od 1. července 1975 je částí města Mladá Vožice v okrese Tábor.

## Galerie

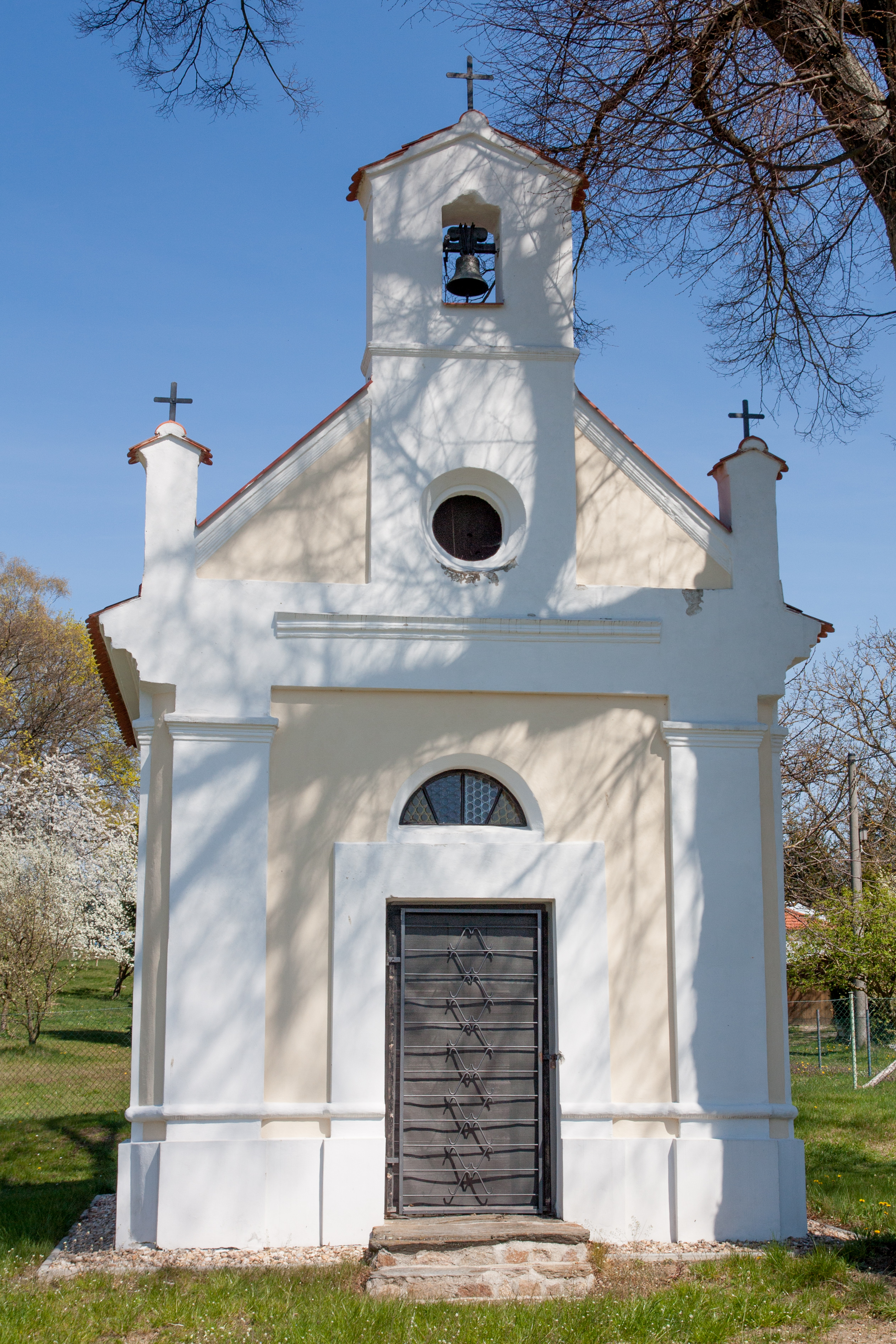
Detail kaple (2019)
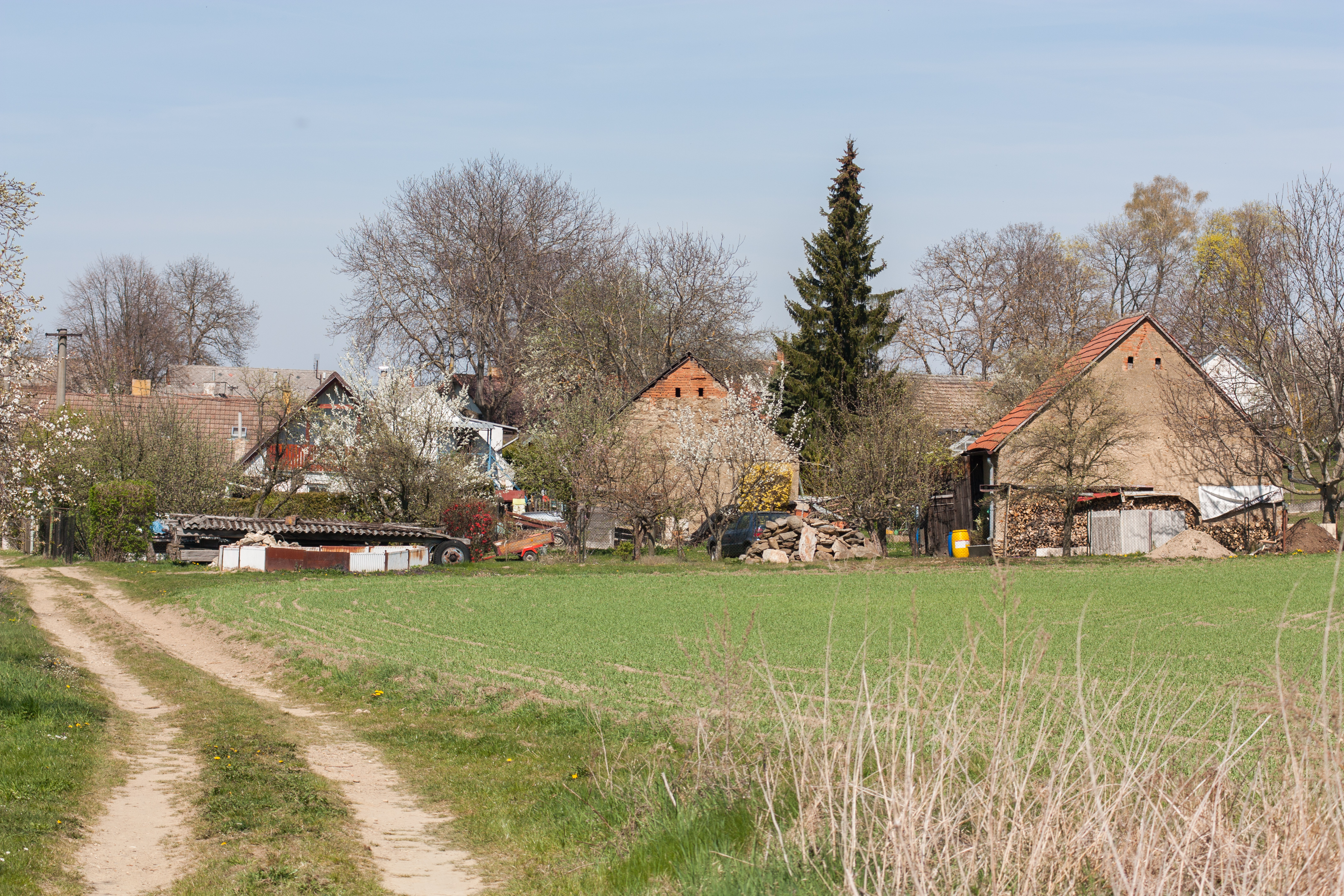
Pole před vesnicí (2019)
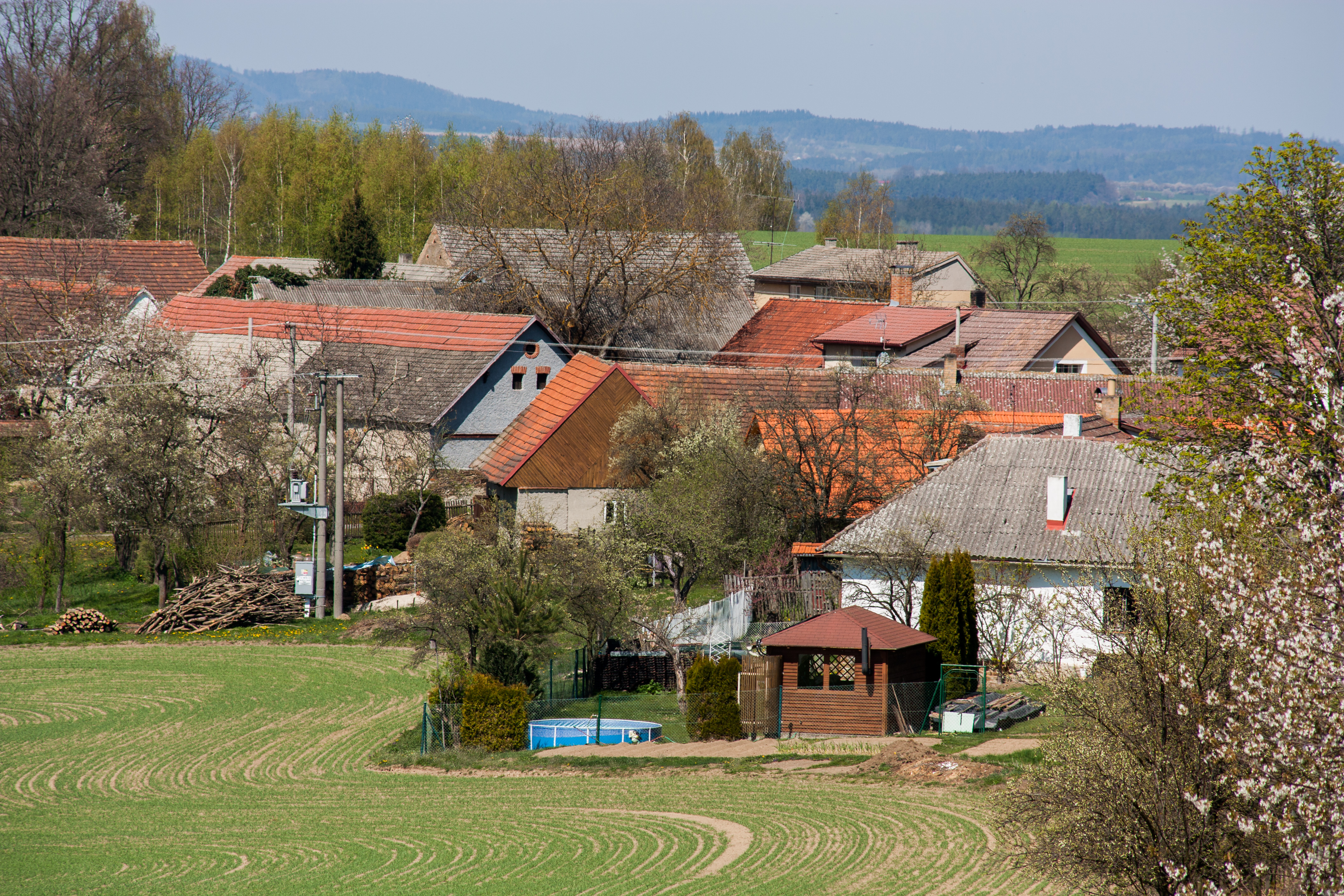
Pohled na domy (2019)